# Вісталь
Вісталь (нім. Wiesthal) — громада в Німеччині, знаходиться в землі Баварія. Підпорядковується адміністративному округу Нижня Франконія. Входить до складу району Майн-Шпессарт. Складова частина об'єднання громад Партенштайн.
Площа — 9,18 км2. Населення становить 1279 ос. (станом на 31 грудня 2020).